# BLANK DISK
『BLANK DISK』（ブランクディスク）は、日本のシンガーソングライター伊東歌詞太郎のミニアルバム。2018年7月25日発売。

## 概要
前作『二天一流』から約1年ぶり、ミニアルバムとしては『ほしねこ』から約2年ぶりのリリースとなった。
今作は、再始動後初のライブにてサプライズリリースされた為、当初は配信されておらず会場限定だった。
発売から2年後の、2020年4月1日には、各音楽配信サービスにて配信が開始された。

## 収録内容
| 全作詞・作曲: 伊東歌詞太郎。 |                      |              |              |          |      |
| #                            | タイトル             | 作詞         | 作曲・編曲   | 編曲     | 時間 |
| 1.                           | 「言葉と心」         | 伊東歌詞太郎 | 伊東歌詞太郎 | 棚橋信仁 | 4:37 |
| 2.                           | 「その暖かな手を」   | 伊東歌詞太郎 | 伊東歌詞太郎 | 棚橋信仁 | 4:37 |
| 3.                           | 「Tonight」          | 伊東歌詞太郎 | 伊東歌詞太郎 | 棚橋信仁 | 4:48 |
| 4.                           | 「ムーンウォーカー」 | 伊東歌詞太郎 | 伊東歌詞太郎 | 棚橋信仁 | 4:16 |
| 合計時間:                    | 合計時間:            | 合計時間:    | 18:18        |          |      |

## 演奏
- 伊東歌詞太郎：Vocal, Acoustic Guitar, Arrangement
- 棚橋信仁：Arrangement, Recording, Mixing, Mastering Engineer
- 沼能友樹：Acoustic Guitar, Electric Guitar